# Aaron Korsh

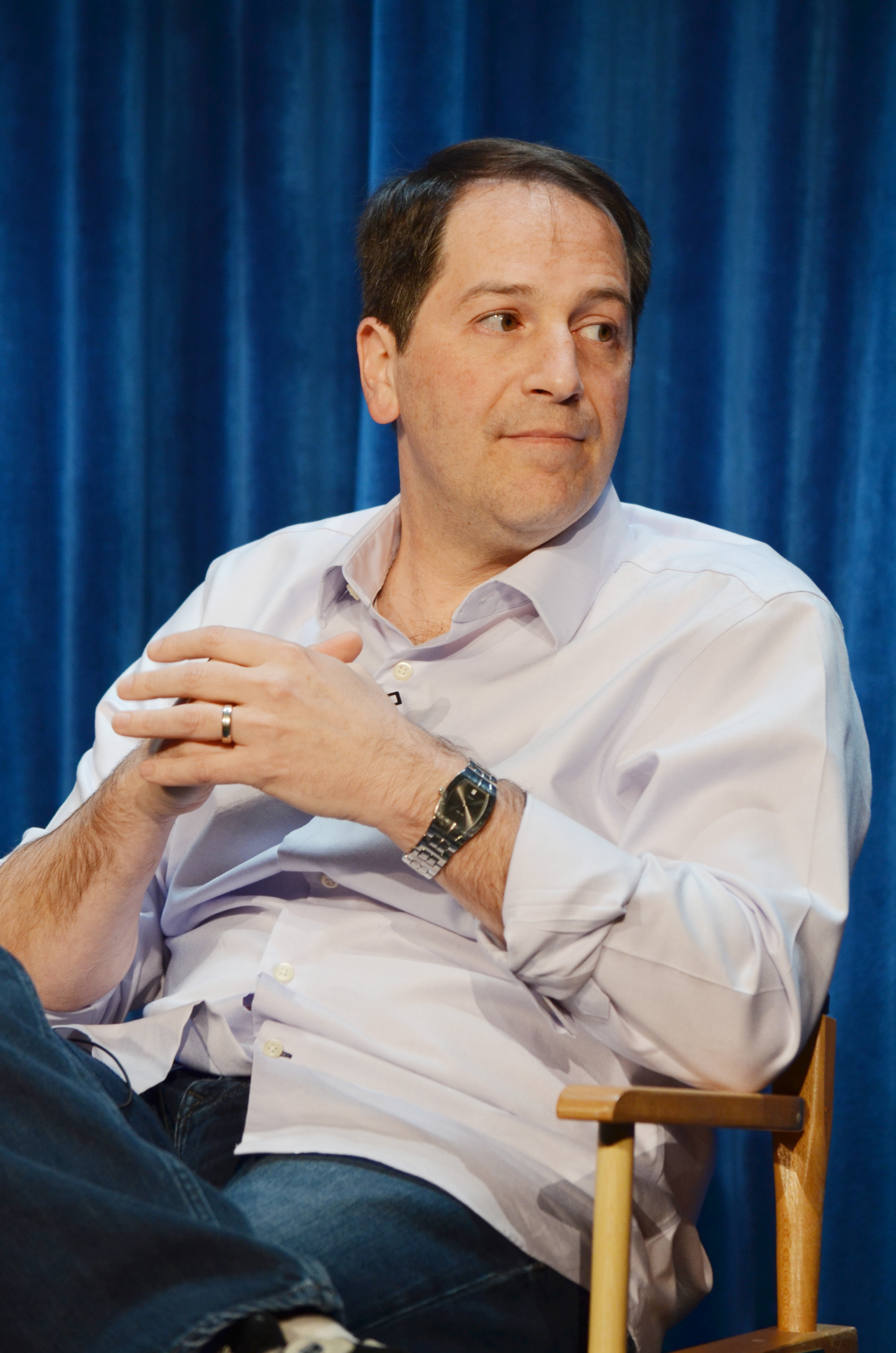
Aaron Korsh (2013)

Aaron Thomas Korsh (* 7. November 1966 in Elkins Park, Pennsylvania) ist ein US-amerikanischer Drehbuchautor und Fernsehproduzent, der die Fernsehserie Suits entwickelt hat.

## Leben
Korsh wurde 1966 in der Nähe von Philadelphia geboren und wuchs dort in einer jüdischen Familie auf. Sein Bruder, Eric Korsh, war Executive Producer bei einigen Fernsehserien. Aaron Korsh besuchte die Wharton School der University of Pennsylvania und erlangte dort den Bachelor of Science in Wirtschaftswissenschaften. Er arbeitete daraufhin in den späten 1980ern und frühen 1990ern etwa fünf Jahre an der Wall Street, die Arbeit war wie erhofft finanziell einträglich, für ihn jedoch nicht zufriedenstellend. Als Korsh erfuhr, dass zwei seiner Collegefreunde erfolgreiche Drehbuchautoren geworden waren, verfolgte auch er den Plan, Drehbuchautor zu werden.
Um in der Branche Fuß zu fassen, zog Korsh 1998 nach Santa Monica, bewarb sich bei mehreren Fernsehserien und wurde im selben Jahr als Produktionsassistent bei der Sitcom Alle lieben Raymond eingestellt. Später bot er dort an, als unbezahlte Assistenz der Autoren zu arbeiten. So konnte er erste Erfahrungen im Autorenraum sammeln und sein erstes Drehbuch für die 116. Episode der Serie pitchen, das daraufhin gemeinsam überarbeitet, verfilmt und 2001 auf CBS ausgestrahlt wurde. Es folgte von 2002 bis 2003 eine weitere Stelle als Autoren-Assistenz in der Comedyserie Just Shoot Me. Für diese Serie schrieb er eigenständig ein weiteres Drehbuch. Nach einem Freelance-Drehbuch für die Sitcom Love Inc. wurde Korsh 2007 schließlich fester Autor der Sitcom Ganz schön schwanger. 2010 schrieb Korsh als Stammautor erstmals für eine Dramaserie, für ABCs The Deep End, die jedoch bereits nach sechs Episoden eingestellt wurde.
Ende des Drehbuchautorenstreiks 2007 entwickelte Korsh basierend auf seinen Erfahrungen an der Wall Street eine eigene Serie. Diese sollte zunächst ein halbstündiges Format haben. Die Serie wurde mit einem überarbeiteten Konzept, nun einstündig und als Anwaltsserie, an USA Network verkauft. Während das Projekt in der Entwicklungsphase noch den Titel A Legal Mind trug, erhielt die ab Juni 2011 ausgestrahlte Serie letztendlich den Namen Suits. Die Reaktionen der Kritiker auf die Serie waren größtenteils positiv. Korsh wird seit der ersten Staffel als Erschaffer, Drehbuchautor und Executive Producer der Serie geführt. Mit Ende der ersten Staffel wurde Aaron Korsh ebenfalls Showrunner der Serie, nachdem er das „Showrunner Training Program“ der Writers Guild of America absolviert hatte. In der ersten Staffel war Sean Jablonski Showrunner, da Korsh bisher keine Produktionserfahrung hatte. Die erste Staffel der Serie war mit durchschnittlich 6,31 Millionen Zuschauern eines der erfolgreichsten Formate des Kabelsenders USA Network. Insgesamt wurden von 2011 bis 2019 in neun Staffeln 134 Folgen der Serie produziert. 2019 schuf Korsh mit Pearson eine Spin-off-Serie, die jedoch nicht an den Erfolg von Suits anschließen konnte und nach einer Staffel abgesetzt wurde.
Korsh lebt seit 1998 in Santa Monica, Los Angeles, ist verheiratet und hat zwei Kinder.

## Filmografie
- 1998–2001: Alle lieben Raymond (Everybody Loves Raymond)
- 2002–2003: Just Shoot Me – Redaktion durchgeknipst (Just Shoot Me)
- 2006: Love, Inc.
- 2007–2008: Ganz schön schwanger (Notes from the underbelly)
- 2010: The Deep End
- 2011–2019: Suits
- 2019: Pearson
- 2025: Suits LA[15]